# K League All-Star Game
K League All-Star Game là một trận đấu giao hữu thường niên được tổ chức bởi Giải bóng đá chuyên nghiệp Hàn Quốc (K League). Trận đấu đầu tiên diễn ra năm 1991.

## Xanh vs Trắng

### 1991
- Xanh: Yukong Elephants, Lucky-Goldstar Hwangso, Daewoo Royals
- Trắng: Ilhwa Chunma, POSCO Atoms, Hyundai Horangi

| Xanh                                                | 3 – 1    | Trắng             |
| --------------------------------------------------- | -------- | ----------------- |
| Lee Young-jin 9' · Noh Soo-Jin 35' · Ha Seok-Ju 64' | Chi tiết | Kim Hyun-Seok 27' |

| XANH:            |  |                 |  |         |
|                  |  |                 |  |         |
| TM               |  | Cha Sang-Kwang  |  |         |
| HV               |  | Chung Yong-Hwan |  |         |
| HV               |  | Choi Yun-Gyeom  |  | Thay ra |
| HV               |  | Gu Sang-Bum     |  |         |
| HV               |  | Park Hyun-Yong  |  |         |
| HV               |  | Kim Pan-Keun    |  |         |
| TV               |  | Choi Jin-Han    |  |         |
| TV               |  | Lee Young-jin   |  | Thay ra |
| TV               |  | Noh Soo-Jin     |  | Thay ra |
| TĐ               |  | Hwangbo Kwan    |  | Thay ra |
| TĐ               |  | Kim Joo-Sung    |  |         |
| Dự bị:           |  |                 |  |         |
| HV               |  | Park Jung-bae   |  | Vào sân |
| TV               |  | Kim Jun-Hyun    |  | Vào sân |
| TV               |  | Cho Min-Kuk     |  | Vào sân |
| TĐ               |  | Ha Seok-Ju      |  | Vào sân |
| Huấn luyện viên: |  |                 |  |         |
| Kim Jung-Nam     |  |                 |  |         |

| TRẮNG:           |  |                 |  |         |
|                  |  |                 |  |         |
| TM               |  | Choi In-Young   |  |         |
| HV               |  | Choi Kang-Hee   |  |         |
| HV               |  | Gong Moon-Bae   |  |         |
| HV               |  | Chung Jong-Seon |  |         |
| TV               |  | Yoon Sung-Hyo   |  |         |
| TV               |  | Lee Sang-Yoon   |  | Thay ra |
| TV               |  | Oh Dong-Cheon   |  |         |
| TV               |  | Kim Hyun-Seok   |  | Thay ra |
| TĐ               |  | Shin Hong-Gi    |  |         |
| TĐ               |  | Choi Soon-Ho    |  | Thay ra |
| TĐ               |  | Ko Jeong-Woon   |  |         |
| Dự bị:           |  |                 |  |         |
| HV               |  | Cho Woo-Seok    |  | Vào sân |
| TV               |  | Kim Sang-ho     |  |         |
| TĐ               |  | Kim I-Joo       |  | Vào sân |
| TĐ               |  | Lee Kee-Keun    |  | Vào sân |
| Huấn luyện viên: |  |                 |  |         |
| Park Jong-Hwan   |  |                 |  |         |

| Cầu thủ xuất sắc nhất trận: Lee Young-jin Trợ lý trọng tài: Kil Ki-Chul Park Hee-Charang Trọng tài thứ tư: Kim Young-Joo |

### 1992
- Xanh: Yukong Elephants, LG Cheetahs, Ilhwa Chunma
- Trắng: POSCO Atoms, Hyundai Horangi, Daewoo Royals

| Xanh | 0 – 2    | Trắng                 |
| ---- | -------- | --------------------- |
|      | Chi tiết | Kim Hyun-Seok 81' 85' |

| XANH:            |  |                 |  |         |
|                  |  |                 |  |         |
| TM               |  | Valeri Sarychev |  |         |
| HV               |  | Ha Sung-Joon    |  |         |
| HV               |  | Park Jung-bae   |  |         |
| HV               |  | Choi Young-Joon |  |         |
| HV               |  | Gu Bon-Seok     |  | Thay ra |
| TV               |  | Lee Sang-Yoon   |  | Thay ra |
| TV               |  | Lee Young-jin   |  |         |
| TV               |  | Choi Dae-Shik   |  |         |
| TV               |  | Noh Soo-Jin     |  | Thay ra |
| TĐ               |  | Hwangbo Kwan    |  | Thay ra |
| TĐ               |  | Ko Jeong-Woon   |  |         |
| Dự bị:           |  |                 |  |         |
| TV               |  | Lee Jong-Hwa    |  | Vào sân |
| TV               |  | Oh Dong-Cheon   |  | Vào sân |
| TV               |  | Yoon Sang-Chul  |  | Vào sân |
| TĐ               |  | Lim Geun-Jae    |  | Vào sân |
| Huấn luyện viên: |  |                 |  |         |
| Ko Jae-Wook      |  |                 |  |         |

| TRẮNG:           |  |                 |  |         |
|                  |  |                 |  |         |
| TM               |  | Choi In-Young   |  |         |
| HV               |  | Choi Kang-Hee   |  |         |
| HV               |  | Chung Jong-Soo  |  |         |
| HV               |  | Chung Jeong-Sun |  |         |
| HV               |  | Hong Myung-Bo   |  |         |
| TV               |  | Park Tae-Ha     |  |         |
| TV               |  | Ahn Sung-Il     |  | Thay ra |
| TV               |  | Park Hyun-Yong  |  |         |
| TĐ               |  | Park Chang-Hyun |  |         |
| TĐ               |  | Kim Jung-Hyuk   |  | Thay ra |
| TĐ               |  | Noh Kyung-Hwan  |  | Thay ra |
| Dự bị:           |  |                 |  |         |
| HV               |  | Kim Pan-Keun    |  | Vào sân |
| TV               |  | Shin Hong-Gi    |  | Vào sân |
| TĐ               |  | Kim Hyun-Seok   |  | Vào sân |
|                  |  |                 |  |         |
| Huấn luyện viên: |  |                 |  |         |
| Cha Bum-Kun      |  |                 |  |         |

| Cầu thủ xuất sắc nhất trận: Kim Hyun-Seok Trợ lý trọng tài: Lee Sang-Yong Kim Gwang-Jong Trọng tài thứ tư: Seo Geun-Man |

## Hàn Quốc vs Cầu thủ ngoại

### 1995
- Rồng Xanh: Cầu thủ Hàn Quốc
- Hổ Trắng: Cầu thủ nước ngoài

| Rồng Xanh        | 1 – 0    | Hổ Trắng |
| ---------------- | -------- | -------- |
| Roh Sang-Rae 87' | Chi tiết |          |

| RỒNG XANH:       |  |                 |  |         |
|                  |  |                 |  |         |
| TM               |  | Kim Byung-Ji    |  | Thay ra |
| HV               |  | Kang Chul       |  | Thay ra |
| HV               |  | Kim Pan-Keun    |  | Thay ra |
| HV               |  | Yoo Sang-Chul   |  |         |
| HV               |  | Lee Young-Sang  |  |         |
| TV               |  | Choi Young-Il   |  |         |
| TV               |  | Hong Myung-Bo   |  |         |
| TV               |  | Ko Jeong-Woon   |  |         |
| TV               |  | Ha Seok-Ju      |  | Thay ra |
| TĐ               |  | Hwang Seon-Hong |  | Thay ra |
| TĐ               |  | Kim Joo-Sung    |  | Thay ra |
| Dự bị:           |  |                 |  |         |
| TM               |  | Shin Bum-Chul   |  | Vào sân |
| TV               |  | Lee Young-jin   |  | Vào sân |
| TV               |  | Choi Dae-Shik   |  | Vào sân |
| TV               |  | Shin Tae-Yong   |  | Vào sân |
| TĐ               |  | Roh Sang-Rae    |  | Vào sân |
| TĐ               |  | Song Ju-Seok    |  | Vào sân |
| Huấn luyện viên: |  |                 |  |         |
| Huh Jung-Moo     |  |                 |  |         |

| HỔ TRẮNG:            |  |                       |  |         |
|                      |  |                       |  |         |
| TM                   |  | Valeri Sarychev       |  |         |
| HV                   |  | Andriy Sidelnikov     |  |         |
| HV                   |  | Jovan Šarčević        |  |         |
| HV                   |  | Silvan Lopes          |  |         |
| HV                   |  | Gu Sang-Bum           |  |         |
| TV                   |  | Gennadi Styopushkin   |  | Thay ra |
| TV                   |  | Amir Teljigović       |  |         |
| TV                   |  | Hwangbo Kwan          |  | Thay ra |
| TĐ                   |  | Rade Bogdanović       |  |         |
| TĐ                   |  | Saša Drakulić         |  | Thay ra |
| TĐ                   |  | Kim Bong-Gil          |  | Thay ra |
| Dự bị:               |  |                       |  |         |
| TM                   |  | Aleksandr Podshivalov |  | Vào sân |
| HV                   |  | Goran Jevtić          |  | Vào sân |
| TV                   |  | Boro Janičić          |  |         |
| TV                   |  | József Somogyi        |  | Vào sân |
| TV                   |  | Han Jung-Kook         |  | Vào sân |
| TV                   |  | Minić                 |  | Vào sân |
| Huấn luyện viên:     |  |                       |  |         |
| Valery Nepomnyashchy |  |                       |  |         |

| Cầu thủ xuất sắc nhất trận: Roh Sang-Rae Trợ lý trọng tài: Min Byung-Keuk Kim Young-Joo Trọng tài thứ tư: Kang Byung-Ho |

### 1997
- Rồng Xanh: Cầu thủ Hàn Quốc
- Hổ Trắng: Cầu thủ nước ngoài

| Rồng Xanh                           | 2 – 1    | Hổ Trắng  |
| ----------------------------------- | -------- | --------- |
| Kim Do-Hoon 47' · Kim Jung-Hyuk 50' | Chi tiết | Manic 43' |

| RỒNG XANH:       |  |                 |   |         |
|                  |  |                 |   |         |
| TM               |  | Kim Byung-Ji    |   |         |
| HV               |  | Chung Jong-Seon |   |         |
| HV               |  | Ha Seok-Ju      |   |         |
| HV               |  | Kim Tae-Young   |   |         |
| HV               |  | Yoo Sang-Chul   |   |         |
| TV               |  | Kim Gi-Dong     |   | Thay ra |
| TV               |  | Lee Ki-Hyung    |   | Thay ra |
| TV               |  | Seo Jung-Won    |   |         |
| TV               |  | Kim Hyun-Seok   |   | Thay ra |
| TĐ               |  | Park Kun-Ha     |   | Thay ra |
| TĐ               |  | Kim Do-Hoon     |   |         |
| Dự bị:           |  |                 |   |         |
| TM               |  | Kim Bong-Soo    |   |         |
| HV               |  | Kim Joo-Sung    |   |         |
| HV               |  | Lee Min-Sung    |   |         |
| HV               |  | Kim Jung-Hyuk   |   | Vào sân |
| TV               |  | Jang Chul-Woo   |   | Vào sân |
| TV               |  | Lee Sang-Yoon   |   | Vào sân |
| TĐ               |  | Roh Sang-Rae    | 0 | Vào sân |
| Huấn luyện viên: |  |                 |   |         |
| Ko Jae-Wook      |  |                 |   |         |

| HỔ TRẮNG:            |  |                      |   |         |
|                      |  |                      |   |         |
| TM                   |  | Valeri Sarychev      |   | Thay ra |
| HV                   |  | Boris Vostrosablin   |   |         |
| HV                   |  | Maciel Luiz Franco   |   | Thay ra |
| HV                   |  | Cosmin Olăroiu       |   |         |
| HV                   |  | Mutamba Kabongo      |   |         |
| TV                   |  | Dzevad Turkovic      |   | Thay ra |
| TV                   |  | Pavel Badea          |   |         |
| TV                   |  | Zanko Savov          |   | Thay ra |
| TĐ                   |  | Radivoje Manic       |   | Thay ra |
| TĐ                   |  | Constantin Barbu     |   | Thay ra |
| TĐ                   |  | Saša Drakulić        |   | Thay ra |
| Dự bị:               |  |                      |   |         |
| TM                   |  | Aleksei Prudnikov    |   | Vào sân |
| TV                   |  | Stanley Aborah       |   | Vào sân |
| TV                   |  | Oleg Elyshev         |   | Vào sân |
| TV                   |  | Denis Laktionov      |   | Vào sân |
| TĐ                   |  | Michel Pensée        | 0 | Vào sân |
| TĐ                   |  | Vitaliy Parakhnevych |   | Vào sân |
| TĐ                   |  | Serhiy Skachenko     |   | Vào sân |
| Huấn luyện viên:     |  |                      |   |         |
| Valery Nepomnyashchy |  |                      |   |         |

| Cầu thủ xuất sắc nhất trận: Kim Jung-Hyuk Trợ lý trọng tài: Kwak Kyung-Man Kang Sung-Choo Trọng tài thứ tư: Lee Jae-Sung |

## Trung vs Nam

### 1998
- Trung: Suwon Samsung Bluewings, Cheonan Ilhwa Chunma, Anyang LG Cheetahs, Puchon SK, Taejeon Citizen
- Nam: Pusan Daewoo Royals, Ulsan Hyundai Horangi, Chunnam Dragons, Pohang Steelers, Chonbuk Hyundai Motors

| Central                                     | 2 – 6    | South |
| ------------------------------------------- | -------- | --- |
| Ko Jong-Soo 16' (ph.đ.) · Lee Sang-Yoon 35' | Chi tiết | Ahn Jung-Hwan 28' · Yoo Sang-Cheol 30' · Park Tae-Ha 55' · Park Sung-Bae 56' · Lee Dong-Gook 69' (ph.đ.) 78' |

| TRUNG:           |  |                 |   |         |
|                  |  |                 |   |         |
| TM               |  | Kim Bong-Soo    |   |         |
| HV               |  | Kang Chul       |   |         |
| HV               |  | Jang Dae-Il     |   |         |
| HV               |  | Kim Kyung-Bum   |   |         |
| HV               |  | Lee Lim-Saeng   |   |         |
| TV               |  | Ko Jong-Soo     |   | Thay ra |
| TV               |  | Oleg Elyshev    |   | Thay ra |
| TV               |  | Yoon Jung-Hwan  |   |         |
| TV               |  | Lee Ki-Beom     |   | Thay ra |
| TĐ               |  | Lee Sang-Yoon   |   | Thay ra |
| TĐ               |  | Choi Yong-Soo   |   |         |
| Dự bị:           |  |                 |   |         |
| TM               |  | Lee Woon-Jae    |   |         |
| HV               |  | Mutamba Kabongo |   |         |
| HV               |  | Lee Ki-Hyung    |   |         |
| HV               |  | Seo Dong-Won    |   | Vào sân |
| TV               |  | Shin Jin-Won    |   | Vào sân |
| TĐ               |  | Kim Eun-Jung    | 0 | Vào sân |
| 0                |  |                 |   |         |
| Huấn luyện viên: |  |                 |   |         |
| Kim Ho           |  |                 |   |         |

| NAM:             |  |                    |   |         |
|                  |  |                    |   |         |
| TM               |  | Kim Byung-Ji       |   | Thay ra |
| HV               |  | Kim Joo-Sung       |   |         |
| HV               |  | Lee Min-Sung       |   | Thay ra |
| HV               |  | Yoo Sang-Chul      |   | Thay ra |
| HV               |  | Kim Jung-Hyuk      |   |         |
| TV               |  | Maciel Luiz Franco |   |         |
| TV               |  | Kim Hyun-Seok      |   | Thay ra |
| TV               |  | Kim Do-Keun        |   | Thay ra |
| TĐ               |  | Jung Jae-Kwon      |   | Thay ra |
| TĐ               |  | Ahn Jung-Hwan      |   | Thay ra |
| TĐ               |  | Lee Dong-Gook      |   | Thay ra |
| Dự bị:           |  |                    |   |         |
| TM               |  | Shin Bum-Chul      |   | Vào sân |
| TV               |  | Kim Tae-Young      |   | Vào sân |
| TV               |  | Lee Kyung-Choon    |   | Vào sân |
| TV               |  | Park Tae-Ha        |   | Vào sân |
| TĐ               |  | Abbas Obeid Jassim | 0 | Vào sân |
| TĐ               |  | Dzevad Turkovic    |   | Vào sân |
| TĐ               |  | Park Sung-Bae      |   | Vào sân |
| Huấn luyện viên: |  |                    |   |         |
| Lee Cha-Man      |  |                    |   |         |

| Cầu thủ xuất sắc nhất trận: Lee Dong-Gook Trợ lý trọng tài: Kwon Jong-Chul Kim Tae-Young Trọng tài thứ tư: Han Byung-Hwa |

### 1999
- Trung: Anyang LG Cheetahs, Puchon SK, Cheonan Ilhwa Chunma, Taejeon Citizen, Suwon Samsung Bluewings
- Nam: Pusan Daewoo Royals, Chunnam Dragons, Chonbuk Hyundai Motors, Pohang Steelers, Ulsan Hyundai Horangi

| Central | 7 – 3    | South                              |
| --- | -------- | ---------------------------------- |
| Choi Yong-Soo 10' (ph.đ.) · Saša 16' · Kim Eun-Jung 52' (ph.đ.) · Kwak Kyung-Keun 55', 75' · Jung Kwang-Min 63' · Seo Dong-Won 70' | Chi tiết | Maciel 31', 86' · Roh Sang-Rae 89' |

| TRUNG:           |  |                 |   |         |
|                  |  |                 |   |         |
| TM               |  | Lee Woon-Jae    |   | Thay ra |
| HV               |  | Shin Hong-Gi    |   | Thay ra |
| HV               |  | Mutamba Kabongo |   |         |
| HV               |  | Kang Chul       |   |         |
| HV               |  | Lee Lim-Saeng   |   |         |
| TV               |  | Park Nam-Yeol   |   |         |
| TV               |  | Ko Jong-Soo     |   | Thay ra |
| TV               |  | Seo Jung-Won    |   | Thay ra |
| TĐ               |  | Kim Jin-woo     |   | Thay ra |
| TĐ               |  | Saša Drakulić   |   | Thay ra |
| TĐ               |  | Choi Yong-Soo   |   | Thay ra |
| Dự bị:           |  |                 |   |         |
| TM               |  | Kwon Chan-Soo   |   | Vào sân |
| TV               |  | Lee Ki-Hyung    |   | Vào sân |
| TV               |  | Jung Kwang-Min  |   | Vào sân |
| TV               |  | Seo Dong-Won    |   | Vào sân |
| TĐ               |  | Kwak Kyung-Keun | 0 | Vào sân |
| TĐ               |  | Kim Eun-Jung    |   | Vào sân |
| TĐ               |  | Sergey Burdin   |   | Vào sân |
| Huấn luyện viên: |  |                 |   |         |
| Kim Ho           |  |                 |   |         |

| NAM:             |  |                    |   |         |
|                  |  |                    |   |         |
| TM               |  | Kim Byung-Ji       |   | Thay ra |
| HV               |  | Kim Sang-Hoon      |   | Thay ra |
| HV               |  | Choi Dong-Ho       |   |         |
| HV               |  | Maciel Luiz Franco |   |         |
| HV               |  | Kim Tae-Young      |   |         |
| TV               |  | Ko Jeong-Woon      |   | Thay ra |
| TV               |  | Seo Hyuk-Su        |   |         |
| TV               |  | Park Seong-Bae     |   | Thay ra |
| TĐ               |  | Kim Hyun-Seok      |   | Thay ra |
| TĐ               |  | Lee Dong-Gook      |   | Thay ra |
| TĐ               |  | Ahn Jung-Hwan      |   | Thay ra |
| Dự bị:           |  |                    |   |         |
| TM               |  | Lee Kwang-Seok     |   | Vào sân |
| HV               |  | Kim Hyun-Soo       |   | Vào sân |
| TV               |  | Radivoje Manic     |   | Vào sân |
| TV               |  | Kim Do-Keun        |   | Vào sân |
| TĐ               |  | Kim Jong-Kun       |   | Vào sân |
| TĐ               |  | Park Tae-Ha        | 0 | Vào sân |
| TĐ               |  | Roh Sang-Rae       |   | Vào sân |
| Huấn luyện viên: |  |                    |   |         |
| Ko Jae-Wook      |  |                    |   |         |

| Cầu thủ xuất sắc nhất trận: Kwak Kyung-Keun Trợ lý trọng tài: Kim Jin-Ohk Min Bae-Sik Trọng tài thứ tư: Cha Deok-Hwan |

### 2000
- Trung: Anyang LG Cheetahs, Puchon SK, Taejeon Citizen, Seongnam Ilhwa Chunma, Suwon Samsung Bluewings
- Nam: Pusan I'cons, Chunnam Dragons, Chonbuk Hyundai Motors, Pohang Steelers, Ulsan Hyundai Horangi

| Central                                      | 2 – 3    | South                                                               |
| -------------------------------------------- | -------- | ------------------------------------------------------------------- |
| Lee Yong-Bal 46' (ph.đ.) · Park Nam-Yeol 53' | Chi tiết | Lee Dong-Gook 3' · Lee Young-Pyo 21' (Own goal) · Choi Moon-Sik 39' |

| TRUNG:           |  |                         |   |         |
|                  |  |                         |   |         |
| TM               |  | Shin Eui-Son            |   | Thay ra |
| HV               |  | Seo Dong-Won            |   | Thay ra |
| HV               |  | Kang Chul               |   |         |
| HV               |  | Lee Lim-Saeng           |   |         |
| HV               |  | Shin Hong-Gi            |   |         |
| HV               |  | Kim Young-chul          |   | Thay ra |
| TV               |  | Lee Young-Pyo           |   |         |
| TV               |  | Ko Jong-Soo             |   |         |
| TĐ               |  | Park Kang-Jo            |   | Thay ra |
| TĐ               |  | Park Nam-Yeol           |   | Thay ra |
| TĐ               |  | Choi Yong-Soo           |   |         |
| Dự bị:           |  |                         |   |         |
| TM               |  | Lee Yong-Bal            |   | 45'     |
| TV               |  | Shin Jin-Won            |   | 45'     |
| TV               |  | Denis Laktionov         |   | 45'     |
| TV               |  | André Luís Alves Santos |   | 45'     |
| TĐ               |  | Jang Chul-Woo           | 0 | 65'     |
| Huấn luyện viên: |  |                         |   |         |
| Cho Yoon-Hwan    |  |                         |   |         |

| NAM:             |  |                    |  |         |
|                  |  |                    |  |         |
| TM               |  | Kim Byung-Ji       |  | Thay ra |
| HV               |  | Park Min-Seo       |  | Thay ra |
| HV               |  | Jasenko Sabitović  |  |         |
| HV               |  | Maciel Luiz Franco |  | Thay ra |
| HV               |  | Kim Tae-Young      |  |         |
| TV               |  | Kim Do-Kyun        |  |         |
| TV               |  | Park Tae-Ha        |  |         |
| TV               |  | Yang Hyun-Jung     |  |         |
| TV               |  | Choi Moon-Sik      |  | Thay ra |
| TĐ               |  | Lee Dong-Gook      |  | Thay ra |
| TĐ               |  | Kim Do-Hoon        |  |         |
| Dự bị:           |  |                    |  |         |
| TM               |  | Seo Dong-Myung     |  | 45'     |
| HV               |  | Lee Ki-Boo         |  | 55'     |
| HV               |  | Kim Sang-Hoon      |  | 45'     |
| TV               |  | Kim Nam-Il         |  | 61'     |
| TĐ               |  | Radivoje Manic     |  | 61'     |
| Huấn luyện viên: |  |                    |  |         |
| Lee Hoi-Taek     |  |                    |  |         |

| Cầu thủ xuất sắc nhất trận: Kim Byung-Ji Trợ lý trọng tài: Lee Sam-Ho Kim Kye-Soo Trọng tài thứ tư: Kim Yong-Chul |

### 2001
- Trung: Anyang LG Cheetahs, Bucheon SK, Daejeon Citizen, Seongnam Ilhwa Chunma, Suwon Samsung Bluewings
- Nam: Pusan I'cons, Chunnam Dragons, Jeonbuk Hyundai Motors, Pohang Steelers, Ulsan Hyundai Horangi

| Central            | 1 – 2    | South                 |
| ------------------ | -------- | --------------------- |
| Sandro Cardoso 65' | Chi tiết | Lee Dong-Gook 3', 30' |

| TRUNG:           |  |                 |   |         |
|                  |  |                 |   |         |
| TM               |  | Shin Eui-Son    |   | Thay ra |
| HV               |  | Lee Young-Pyo   |   |         |
| HV               |  | Cho Sung-Hwan   |   |         |
| HV               |  | Kim Young-Keun  |   |         |
| HV               |  | Kim Hyun-Soo    |   |         |
| TV               |  | Lee Eul-Yong    |   |         |
| TV               |  | Choi Tae-Uk     |   |         |
| TV               |  | Park Nam-Yeol   |   | Thay ra |
| TĐ               |  | Sung Han-Soo    |   | Thay ra |
| TĐ               |  | Saša Drakulić   |   | Thay ra |
| TĐ               |  | Kim Eun-Jung    |   | Thay ra |
| Dự bị:           |  |                 |   |         |
| TM               |  | Lee Yong-Bal    |   | 45'     |
| TV               |  | Ko Jong-Soo     |   | 45'     |
| TV               |  | Denis Laktionov |   | 52'     |
| TV               |  | Sandro          |   | 52'     |
| TV               |  | Seo Jung-Won    | 0 | 35'     |
| 0                |  |                 |   |         |
| Huấn luyện viên: |  |                 |   |         |
| Kim Ho           |  |                 |   |         |

| NAM:             |  |                               |  |         |
|                  |  |                               |  |         |
| TM               |  | Kim Byung-Ji                  |  |         |
| HV               |  | Ha Seok-Ju                    |  | Thay ra |
| HV               |  | Song Chong-Gug                |  |         |
| HV               |  | Maciel Luiz Franco            |  |         |
| HV               |  | Lee Min-Sung                  |  |         |
| TV               |  | Kim Nam-Il                    |  |         |
| TV               |  | Harry German Castillo Vallejo |  | Thay ra |
| TV               |  | Yang Hyun-Jung                |  | Thay ra |
| TV               |  | Kim Hyun-Seok                 |  | Thay ra |
| TĐ               |  | Lee Dong-Gook                 |  |         |
| TĐ               |  | Kim Do-Hoon                   |  | Thay ra |
| Dự bị:           |  |                               |  |         |
| TM               |  | Seo Dong-Myung                |  | 84'     |
| HV               |  | Jang Dae-Il                   |  | 63'     |
| TV               |  | Kim Do-Kyun                   |  | 45'     |
| TV               |  | Ko Jeong-Woon                 |  | 35'     |
| TĐ               |  | Pauliniho                     |  | 54'     |
| TĐ               |  | Cesar da Costa Oliveira       |  | 54'     |
| Huấn luyện viên: |  |                               |  |         |
| Kim Ho-Gon       |  |                               |  |         |

| Cầu thủ xuất sắc nhất trận: Lee Dong-Gook Trợ lý trọng tài: Kim Sun-Jin Kim Hwa-Soo Trọng tài thứ tư: Kim Hoi-Sung |

### 2002
- Trung: Anyang LG Cheetahs, Bucheon SK, Daejeon Citizen, Seongnam Ilhwa Chunma, Suwon Samsung Bluewings
- Nam: Pusan I'cons, Chunnam Dragons, Jeonbuk Hyundai Motors, Pohang Steelers, Ulsan Hyundai Horangi

| Central                                                | 6 – 1    | South             |
| ------------------------------------------------------ | -------- | ----------------- |
| Saša 49', 59', 65', 86' · Dabo 72' · Shin Tae-Yong 87' | Chi tiết | Lee Dong-Gook 61' |

| TRUNG:           |  |                         |   |         |
|                  |  |                         |   |         |
| TM               |  | Shin Eui-Son            |   |         |
| HV               |  | Lee Young-Pyo           |   |         |
| HV               |  | Lee Lim-Saeng           |   | Thay ra |
| HV               |  | Lee Ki-Hyung            |   |         |
| HV               |  | Kim Sang-Sik            |   | Thay ra |
| TV               |  | Ko Jong-Soo             |   | Thay ra |
| TV               |  | Lee Kwan-Woo            |   |         |
| TV               |  | Shin Tae-Yong           |   |         |
| TV               |  | André Luís Alves Santos |   | Thay ra |
| TĐ               |  | Choi Tae-Uk             |   | Thay ra |
| TĐ               |  | Kim Eun-Jung            |   | Thay ra |
| Dự bị:           |  |                         |   |         |
| TM               |  | Lee Woon-Jae            |   |         |
| HV               |  | Kim Jung-Soo            |   | 45'     |
| HV               |  | Kim Young-chul          |   | 45'     |
| TV               |  | Nam Ki-Il               |   | 45'     |
| TV               |  | Choi Sung-Yong          |   | 45'     |
| TĐ               |  | Cheick Oumar Dabo       |   | 45'     |
| TĐ               |  | Saša Drakulić           | 0 | 45'     |
| Huấn luyện viên: |  |                         |   |         |
| Cha Kyung-Bok    |  |                         |   |         |

| NAM:             |  |                               |   |         |
|                  |  |                               |   |         |
| TM               |  | Kim Byung-Ji                  |   | Thay ra |
| HV               |  | Hong Myung-Bo                 |   | Thay ra |
| HV               |  | Kim Tae-Young                 |   | Thay ra |
| HV               |  | Park Dong-Hyuk                |   |         |
| HV               |  | Choi Jin-Cheul                |   | Thay ra |
| TV               |  | Kim Nam-Il                    |   | Thay ra |
| TV               |  | Harry German Castillo Vallejo |   |         |
| TV               |  | Hyun Young-Min                |   | Thay ra |
| TV               |  | Park Jin-Seop                 |   |         |
| TĐ               |  | Lee Dong-Gook                 |   |         |
| TĐ               |  | Lee Chun-Soo                  |   |         |
| Dự bị:           |  |                               |   |         |
| TM               |  | Lee Yong-Bal                  |   | 45'     |
| HV               |  | Maciel Luiz Franco            |   | 45'     |
| HV               |  | Lee Min-Sung                  |   | 45'     |
| TV               |  | Song Chong-Gug                |   | 65'     |
| TV               |  | Ha Seok-Ju                    |   | 45'     |
| TĐ               |  | Radivoje Manic                |   |         |
| TĐ               |  | Kim Do-Hoon                   | 0 | 45'     |
| Huấn luyện viên: |  |                               |   |         |
| Kim Jung-Nam     |  |                               |   |         |

| Cầu thủ xuất sắc nhất trận: Saša Drakulić Trợ lý trọng tài: Yoo Young-Tae Ahn Sang-Ki Trọng tài thứ tư: Park Jong-Kyu |

### 2003
- Trung: Anyang LG Cheetahs, Bucheon SK, Daejeon Citizen, Seongnam Ilhwa Chunma, Suwon Samsung Bluewings
- Nam: Busan I'cons, Chunnam Dragons, Daegu FC, Gwangju Sangmu Bulsajo, Jeonbuk Hyundai Motors, Pohang Steelers, Ulsan Hyundai Horangi

| Central  | 1 – 4    | South                                                           |
| -------- | -------- | --------------------------------------------------------------- |
| Dabo 82' | Chi tiết | Lee Dong-Gook 18' · Edmilson 70' · Dodô 80' · Kim Hyun-Seok 85' |

| TRUNG:           |  |                   |   |         |
|                  |  |                   |   |         |
| TM               |  | Lee Woon-Jae      |   | Thay ra |
| HV               |  | Cho Byung-Kuk     |   |         |
| HV               |  | Jasenko Sabitović |   | Thay ra |
| HV               |  | Lee Ki-Hyung      |   | Thay ra |
| TV               |  | Lee Eul-Yong      |   |         |
| TV               |  | Choi Tae-Uk       |   |         |
| TV               |  | Lee Kwan-Woo      |   |         |
| TV               |  | Shin Tae-Yong     |   |         |
| TV               |  | Seo Jung-Won      |   | Thay ra |
| TĐ               |  | Jung Jo-Gook      |   | Thay ra |
| TĐ               |  | Kim Eun-Jung      |   | Thay ra |
| Dự bị:           |  |                   |   |         |
| TM               |  | Choi Eun-Sung     |   | 45'     |
| HV               |  | Wang Jung-Hyun    |   |         |
| HV               |  | Nam Ki-Il         |   | 45'     |
| TV               |  | Gabriel Popescu   |   | 45'     |
| TĐ               |  | Kim Do-Hoon       |   | 45'     |
| TĐ               |  | Dabo              |   | 45'     |
| TĐ               |  | Lee Won-Sik       | 0 | 45'     |
| 0                |  |                   |   |         |
| Huấn luyện viên: |  |                   |   |         |
| Cha Kyung-Bok    |  |                   |   |         |

| NAM:             |  |                 |   |         |
|                  |  |                 |   |         |
| TM               |  | Kim Byung-Ji    |   | Thay ra |
| HV               |  | Lee Min-Sung    |   | Thay ra |
| HV               |  | Kim Tae-Young   |   | Thay ra |
| HV               |  | Kim Nam-Il      |   |         |
| HV               |  | Choi Jin-Cheul  |   | Thay ra |
| TV               |  | Noh Jung-Yoon   |   | Thay ra |
| TV               |  | Hyun Young-Min  |   |         |
| TV               |  | Kim Do-Keun     |   | Thay ra |
| TV               |  | Park Jin-Seop   |   |         |
| TĐ               |  | Lee Dong-Gook   |   |         |
| TĐ               |  | Choi Sung-Kuk   |   | Thay ra |
| Dự bị:           |  |                 |   |         |
| TM               |  | Kim Yong-Dae    |   | 62'     |
| HV               |  | Rogerio Prateat |   | 45'     |
| HV               |  | Park Dong-Hyuk  |   | 45'     |
| TV               |  | Kim Gi-Dong     |   | 70'     |
| TV               |  | Kim Hyun-Seok   |   | 58'     |
| TV               |  | Kim Hak-Chul    |   | 54'     |
| TĐ               |  | Dodô            |   | 45'     |
| TĐ               |  | Edmilson        | 0 | 45'     |
| Huấn luyện viên: |  |                 |   |         |
| Kim Jung-Nam     |  |                 |   |         |

| Cầu thủ xuất sắc nhất trận: Lee Dong-Gook Trợ lý trọng tài: Kim Sun-Jin Won Chang-Ho Trọng tài thứ tư: Han Byung-Hwa |

### 2004
- Trung: Bucheon SK, Daejeon Citizen, FC Seoul, Incheon United, Seongnam Ilhwa Chunma, Suwon Samsung Bluewings
- Nam: Busan I'cons, Chunnam Dragons, Daegu FC, Gwangju Sangmu Bulsajo, Jeonbuk Hyundai Motors, Pohang Steelers, Ulsan Hyundai Horangi

| Central                                              | 4 – 2    | South          |
| ---------------------------------------------------- | -------- | -------------- |
| Nádson 20' · Kim Eun-Jung 28', 34' · Kim Do-Hoon 71' | Chi tiết | Cooke 59', 75' |

| TRUNG:           |  |                   |   |         |
|                  |  |                   |   |         |
| TM               |  | Lee Woon-Jae      |   | Thay ra |
| HV               |  | Kim Hyun-Soo      |   | Thay ra |
| HV               |  | Jasenko Sabitović |   |         |
| HV               |  | Lee Ki-Hyung      |   |         |
| HV               |  | Kim Jung-Soo      |   |         |
| TV               |  | Kim Do-Heon       |   |         |
| TV               |  | Lee Kwan-Woo      |   | Thay ra |
| TV               |  | Shin Tae-Yong     |   | Thay ra |
| TV               |  | Lee Eul-Yong      |   |         |
| TĐ               |  | Nádson            |   | Thay ra |
| TĐ               |  | Kim Eun-Jung      |   |         |
| Dự bị:           |  |                   |   |         |
| TM               |  | Choi Eun-Sung     |   | 45'     |
| HV               |  | Cho Byung-Kuk     |   | 45'     |
| HV               |  | Kim Chi-Gon       |   | 59'     |
| TV               |  | Choi Tae-Uk       |   | 45'     |
| TV               |  | Kim Dong-Jin      |   |         |
| TĐ               |  | Dabo              |   |         |
| TĐ               |  | Kim Do-Hoon       | 0 | 45'     |
| Huấn luyện viên: |  |                   |   |         |
| Cho Kwang-Rae    |  |                   |   |         |

| NAM:             |  |                 |   |         |
|                  |  |                 |   |         |
| TM               |  | Kim Byung-Ji    |   | Thay ra |
| HV               |  | Santos          |   |         |
| HV               |  | Hyun Young-Min  |   |         |
| HV               |  | Park Jin-Seop   |   | Thay ra |
| HV               |  | Lee Min-Sung    |   | Thay ra |
| TV               |  | Yoon Ju-Il      |   | Thay ra |
| TV               |  | Kim Sang-Rok    |   |         |
| TV               |  | Yoon Jung-Hwan  |   | Thay ra |
| TV               |  | Kim Tae-Young   |   | Thay ra |
| TĐ               |  | Lee Dong-Gook   |   |         |
| TĐ               |  | Choi Sung-Kuk   |   |         |
| Dự bị:           |  |                 |   |         |
| TM               |  | Kim Young-Kwang |   | 45'     |
| HV               |  | Choi Jin-Cheul  |   | 45'     |
| HV               |  | Kim Tae-Young   |   |         |
| TV               |  | Kim Nam-Il      |   | 79'     |
| TV               |  | Noh Jung-Yoon   |   | 79'     |
| TĐ               |  | Jefferson       |   | 58'     |
| TĐ               |  | Andy Cooke      | 0 | 45'     |
| Huấn luyện viên: |  |                 |   |         |
| Choi Soon-Ho     |  |                 |   |         |

| Cầu thủ xuất sắc nhất trận: Kim Eun-Jung Trợ lý trọng tài: Kwak Kyung-Man Kang Dae-Yeon Trọng tài thứ tư: Choi Doo-Yeol |

### 2005
- Trung: Bucheon SK, Daejeon Citizen, FC Seoul, Incheon United, Seongnam Ilhwa Chunma, Suwon Samsung Bluewings
- Nam: Busan I'Park, Chunnam Dragons, Daegu FC, Gwangju Sangmu Bulsajo, Jeonbuk Hyundai Motors, Pohang Steelers, Ulsan Hyundai Horangi

| Central                                      | 2 – 3    | South                                               |
| -------------------------------------------- | -------- | --------------------------------------------------- |
| Park Chu-Young 13' (ph.đ.) · Gong O-Kyun 65' | Chi tiết | Santos 19' · Lee Dong-Gook 38' · Sandro Hiroshi 87' |

| TRUNG:           |  |                 |   |         |
|                  |  |                 |   |         |
| TM               |  | Lee Woon-Jae    |   | Thay ra |
| HV               |  | Park Jin-Seop   |   | Thay ra |
| HV               |  | Choi Sung-Yong  |   |         |
| HV               |  | Kim Han-Yoon    |   |         |
| HV               |  | Mato Neretljak  |   |         |
| TV               |  | Baek Ji-Hoon    |   |         |
| TV               |  | Lee Kwan-Woo    |   | Thay ra |
| TV               |  | Cho Yong-Hyung  |   |         |
| TĐ               |  | Park Chu-Young  |   |         |
| TĐ               |  | Kim Do-Hoon     |   | Thay ra |
| TĐ               |  | Kim Eun-Jung    |   | Thay ra |
| Dự bị:           |  |                 |   |         |
| TM               |  | Choi Eun-Sung   |   | 45'     |
| HV               |  | Jeon Jae-Ho     |   | 45'     |
| TV               |  | Kim Do-Heon     |   |         |
| TV               |  | Kim Dae-Eui     |   |         |
| TV               |  | Kim Dong-Jin    |   | 45'     |
| TĐ               |  | Gong O-Kyun     |   | 45'     |
| TĐ               |  | Bang Seung-Hwan | 0 | 45'     |
| Huấn luyện viên: |  |                 |   |         |
| Cha Bum-Kun      |  |                 |   |         |

| NAM:             |  |                 |   |         |
|                  |  |                 |   |         |
| TM               |  | Kim Byung-Ji    |   | Thay ra |
| HV               |  | Santos          |   |         |
| HV               |  | Choi Jin-Cheul  |   | Thay ra |
| HV               |  | Yoon Jung-Hwan  |   | Thay ra |
| HV               |  | Kim Jung-Woo    |   | Thay ra |
| TV               |  | Yoo Sang-Chul   |   | Thay ra |
| TV               |  | Lee Jung-Hyo    |   |         |
| TV               |  | Lee Jang-Kwan   |   | Thay ra |
| TV               |  | Chung Kyung-Ho  |   | Thay ra |
| TĐ               |  | Sandro Hiroshi  |   |         |
| TĐ               |  | Lee Dong-Gook   |   |         |
| Dự bị:           |  |                 |   |         |
| TM               |  | Kim Young-Kwang |   | 45'     |
| HV               |  | Yoo Kyung-Youl  |   | 45'     |
| HV               |  | Park Dong-Hyuk  |   | 45'     |
| TV               |  | Ko Jong-Soo     |   | 71'     |
| TV               |  | Kim Sang-Rok    |   | 45'     |
| TV               |  | Hong Soon-Hak   |   | 59'     |
| TĐ               |  | Adrian Neaga    | 0 | 45'     |
| Huấn luyện viên: |  |                 |   |         |
| Huh Jung-Moo     |  |                 |   |         |

| Cầu thủ xuất sắc nhất trận: Park Chu-Young Trợ lý trọng tài: Kim Sun-Jin Kim Hyun-Goo Trọng tài thứ tư: Lee Sang-Yong |

### 2006
- Trung: Daegu FC, Daejeon Citizen, FC Seoul, Incheon United, Jeonbuk Hyundai Motors, Seongnam Ilhwa Chunma, Suwon Samsung Bluewings
- Nam: Busan I'Park, Chunnam Dragons, Gwangju Sangmu Bulsajo, Gyeongnam FC, Jeju United, Pohang Steelers, Ulsan Hyundai Horangi

| Central | 10 – 6   | South                                                               |
| --- | -------- | ------------------------------------------------------------------- |
| Lee Kwan-Woo 19' · Park Chu-Young 32', 79' · Kim Eun-Jung 33' · Radončić 51', 68', 84', 86', 88' (ph.đ.) · Botti 64' | Chi tiết | Choi Sung-Kuk 3', 49', 70', 89' · An Yong-Hak 8' · Lee Chun-Soo 37' |

| TRUNG:           |    |                |  |     |
|                  |    |                |  |     |
| TM               | 1  | Lee Woon-Jae   |  | 45' |
| HV               | 4  | Choi Jin-Cheul |  | 45' |
| HV               | 8  | Song Jong-Guk  |  | 45' |
| HV               | 15 | Cho Byung-Kuk  |  |     |
| HV               | 23 | Cho Won-Hee    |  |     |
| TV               | 5  | Kim Nam-Il     |  | 45' |
| TV               | 7  | Baek Ji-Hoon   |  | 45' |
| TV               | 13 | Lee Kwan-Woo   |  | 45' |
| TV               | 14 | Kim Do-Heon    |  |     |
| TĐ               | 10 | Park Chu-Young |  |     |
| TĐ               | 18 | Kim Eun-Jung   |  | 45' |
| Dự bị:           |    |                |  |     |
| TM               | 77 | Kim Byung-Ji   |  | 45' |
| HV               | 20 | Kim Young-chul |  | 45' |
| HV               | 21 | Kim Chi-Woo    |  | 45' |
| TV               | 30 | Oh Jang-Eun    |  | 45' |
| TĐ               | 12 | Bae Ki-Jong    |  | 45' |
| TĐ               | 16 | Botti          |  | 45' |
| TĐ               | 31 | Radončić       |  | 45' |
| Huấn luyện viên: |    |                |  |     |
| Cha Bum-Kun      |    |                |  |     |

| NAM:             |    |                 |  |     |
|                  |    |                 |  |     |
| TM               | 21 | Kim Young-Kwang |  | 45' |
| HV               | 3  | Santos          |  |     |
| HV               | 5  | Yoo Kyung-Youl  |  | 45' |
| HV               | 6  | Park Dong-Hyuk  |  |     |
| HV               | 9  | Kim Yong-hee    |  |     |
| TV               | 12 | Tavares         |  | 45' |
| TV               | 14 | Oh Beom-Suk     |  | 45' |
| TV               | 17 | An Yong-Hak     |  | 56' |
| TV               | 18 | Choi Sung-Kuk   |  |     |
| TĐ               | 10 | Lee Chun-Soo    |  |     |
| TĐ               | 16 | Chung Kyung-Ho  |  | 45' |
| Dự bị:           |    |                 |  |     |
| TM               | 24 | Cho Jun-Ho      |  | 45' |
| HV               | 4  | Cho Sung-Hwan   |  | 45' |
| HV               | 7  | Lee Gang-Jin    |  |     |
| TV               | 13 | Kim Hyo-Il      |  | 56' |
| TV               | 15 | Cho Yong-Hyung  |  | 45' |
| TĐ               | 8  | Popo            |  | 45' |
| TĐ               | 11 | Kim Jin-Yong    |  | 45' |
| Huấn luyện viên: |    |                 |  |     |
| Huh Jung-Moo     |    |                 |  |     |

| Cầu thủ xuất sắc nhất trận: Dženan Radončić Trợ lý trọng tài: Ahn Sang-Ki Kim Dae-Young Trọng tài thứ tư: Ko Geum-Bok |

### 2007
- Trung: Daegu FC, Daejeon Citizen, FC Seoul, Incheon United, Jeonbuk Hyundai Motors, Seongnam Ilhwa Chunma, Suwon Samsung Bluewings
- Nam: Busan I'Park, Chunnam Dragons, Gwangju Sangmu, Gyeongnam FC, Jeju United, Pohang Steelers, Ulsan Hyundai Horangi

| Central                                                 | 5 – 2    | South                     |
| ------------------------------------------------------- | -------- | ------------------------- |
| Dejan 18' · Denilson 48', 67', 77' · Park Chu-Young 87' | Chi tiết | Namgung Do 34' · Popo 86' |

| Central | South |

| TRUNG:           |    |                |  |         |
|                  |    |                |  |         |
| TM               | 1  | Kim Byung-Ji   |  | Thay ra |
| HV               | 4  | Choi Jin-Cheul |  |         |
| HV               | 8  | Song Jong-Guk  |  |         |
| HV               | 15 | Jang Hak-Young |  |         |
| HV               | 23 | Kim Chi-Gon    |  | Thay ra |
| TV               | 5  | Kim Do-Heon    |  | Thay ra |
| TV               | 7  | Choi Chul-Soon |  |         |
| TV               | 13 | Mota           |  | Thay ra |
| TV               | 14 | Lee Kwan-Woo   |  | Thay ra |
| TĐ               | 10 | Lee Keun-Ho    |  |         |
| TĐ               | 18 | Dejan          |  | Thay ra |
| Dự bị:           |    |                |  |         |
| TM               | 77 | Lee Woon-Jae   |  | 45'     |
| HV               | 16 | Cho Byung-Kuk  |  | 80'     |
| TV               | 20 | Kim Sang-Rok   |  | 45'     |
| TV               | 21 | Kim Nam-Il     |  | 87'     |
| TĐ               | 12 | Yeom Ki-Hun    |  |         |
| TĐ               | 30 | Park Chu-Young |  | 87'     |
| TĐ               | 31 | Denilson       |  | 45'     |
| Huấn luyện viên: |    |                |  |         |
| Cha Bum-Kun      |    |                |  |         |

| NAM:             |    |                 |  |         |
|                  |    |                 |  |         |
| TM               | 21 | Kim Young-Kwang |  | Thay ra |
| HV               | 3  | Santos          |  | Thay ra |
| HV               | 5  | Kim Jin-Kyu     |  | Thay ra |
| HV               | 6  | Lee Gang-Jin    |  |         |
| HV               | 9  | An Yong-Hak     |  |         |
| TV               | 12 | Hwang Jin-Sung  |  |         |
| TV               | 14 | Kim Gi-Dong     |  | Thay ra |
| TV               | 17 | Oh Jang-Eun     |  |         |
| TV               | 18 | Kim Chi-Woo     |  |         |
| TĐ               | 10 | Popo            |  |         |
| TĐ               | 16 | Namgung Do      |  | Thay ra |
| Dự bị:           |    |                 |  |         |
| TM               | 24 | Park Dong-Suk   |  | 45'     |
| HV               | 4  | Oh Beom-Suk     |  |         |
| HV               | 7  | Lee Yo-Han      |  | 45'     |
| TV               | 8  | Kim Hyo-Il      |  | 49'     |
| TĐ               | 11 | Woo Sung-Yong   |  | 45'     |
| TĐ               | 13 | Jeon Jae-Woon   |  | 45'     |
| TĐ               | 15 | Lee Chun-Soo    |  |         |
| Huấn luyện viên: |    |                 |  |         |
| Park Hang-Seo    |    |                 |  |         |

| Cầu thủ xuất sắc nhất trận: Denilson Trợ lý trọng tài: Kim Hwa-Soo Kim Sun-Jin Trọng tài thứ tư: Lee Sang-Yong |

## K-League vs J.League

### 2008
| K-League All-Star                | 3 – 1    | J. League All-Star |
| -------------------------------- | -------- | ------------------ |
| Choi Sung-Kuk 37' · Edu 57', 60' | Chi tiết | Tulio 67'          |

| K-LEAGUE ALL-STAR: |    |                 |     |         |
|                    |    |                 |     |         |
| TM                 | 1  | Lee Woon-Jae    |     | 81'     |
| HV                 | 3  | Kim Hyung-Il    |     |         |
| HV                 | 5  | Kim Chi-Gon     |     |         |
| HV                 | 14 | Lee Jung-Soo    | 87' |         |
| TV                 | 2  | Choi Hyo-Jin    |     |         |
| TV                 | 4  | Kim Chi-Woo     |     | 45'     |
| TV                 | 6  | Cho Won-Hee     |     |         |
| TV                 | 7  | Choi Sung-Kuk   |     | 73'     |
| TV                 | 19 | Lee Kwan-Woo    |     | 68'     |
| TĐ                 | 10 | Dženan Radončić |     | 62'     |
| TĐ                 | 11 | Dudu            |     | 45'     |
| Dự bị:             |    |                 |     |         |
| TM                 | 18 | Kim Young-Kwang |     | 81'     |
| TV                 | 9  | Chung Kyung-Ho  |     | 45'     |
| TV                 | 16 | Lee Dong-Sik    |     | 68'     |
| TĐ                 | 8  | Jung Jo-Gook    |     | 62'     |
| TĐ                 | 13 | Kim Jin-Yong    |     | 73'     |
| TĐ                 | 15 | Edu             |     | 45' 81' |
| TĐ                 | 17 | Jang Nam-Seok   |     | 81'     |
| Huấn luyện viên:   |    |                 |     |         |
| Cha Bum-Kun        |    |                 |     |         |

| J. LEAGUE ALL-STAR: |    |                     |     |     |
|                     |    |                     |     |     |
| TM                  | 1  | Seigo Narazaki      |     |     |
| HV                  | 2  | Yuji Nakazawa       |     | 69' |
| HV                  | 4  | Marcus Tulio Tanaka | 85' |     |
| HV                  | 7  | Toru Araiba         |     |     |
| TV                  | 6  | Kim Nam-Il          |     | 65' |
| TV                  | 8  | Mitsuo Ogasawara    | 62' | 75' |
| TV                  | 10 | Koji Yamase         |     | 60' |
| TV                  | 14 | Kengo Nakamura      |     |     |
| TV                  | 15 | Yūichi Komano       |     | 79' |
| TĐ                  | 9  | Frode Johnsen       |     |     |
| TĐ                  | 16 | Jong Tae-Se         |     | 72' |
| Dự bị:              |    |                     |     |     |
| TM                  | 19 | Ryōta Tsuzuki       |     |     |
| HV                  | 3  | Daiki Iwamasa       |     | 69' |
| HV                  | 13 | Yuki Abe            |     | 65' |
| TV                  | 5  | Yasuyuki Konno      |     | 79' |
| TV                  | 11 | Takahiro Futagawa   |     | 75' |
| TV                  | 17 | Mu Kanazaki         |     | 60' |
| TĐ                  | 18 | Seiichiro Maki      |     | 72' |
| Huấn luyện viên:    |    |                     |     |     |
| Oswaldo de Oliveira |    |                     |     |     |

| Cầu thủ xuất sắc nhất trận: Choi Sung-Kuk Trợ lý trọng tài: Yoshihisa Takahashi Hisashi Nakai Trọng tài thứ tư: |

### 2009
| K-League All-Star | 1 – 4    | J. League All-Star                                                   |
| ----------------- | -------- | -------------------------------------------------------------------- |
| Choi Sung-Kuk 82' | Chi tiết | Marquinhos 14' · Lee Jung-Soo 59' · Kengo Nakamura 72' · Juninho 81' |

| K-LEAGUE ALL-STAR: |    |                  |     |        |
|                    |    |                  |     |        |
| TM                 | 1  | Lee Woon-Jae     |     | 56'    |
| HV                 | 3  | Kim Hyung-Il     |     |        |
| HV                 | 4  | Kim Chang-Soo    |     | 45(1)' |
| HV                 | 5  | Li Weifeng       |     |        |
| HV                 | 8  | Adilson          |     |        |
| TV                 | 7  | Choi Sung-Kuk    | 77' |        |
| TV                 | 11 | Choi Tae-Uk      |     | 65'    |
| TV                 | 14 | Kim Jung-Woo     |     | 45(2)' |
| TV                 | 16 | Ki Sung-Yueng    |     |        |
| TĐ                 | 10 | Dejan Damjanović |     | 45(3)' |
| TĐ                 | 18 | Lee Dong-Gook    |     | 45(4)' |
| Dự bị:             |    |                  |     |        |
| TM                 | 19 | Kim Young-Kwang  |     | 56'    |
| TV                 | 13 | Lee Ho           |     | 45(2)' |
| TV                 | 15 | Yoo Byung-Soo    |     | 45(4)' |
| TĐ                 | 2  | Choi Hyo-Jin     | 86' | 45(1)' |
| TĐ                 | 9  | Edu              |     | 45(3)' |
| TĐ                 | 17 | Kim Young-Hoo    |     | 68'    |
| 0                  |    |                  |     |        |
| Huấn luyện viên:   |    |                  |     |        |
| Cha Bum-Kun        |    |                  |     |        |

| J. LEAGUE ALL-STAR: |    |                    |  |     |
|                     |    |                    |  |     |
| TM                  | 1  | Seigo Narazaki     |  | 75' |
| HV                  | 2  | Atsuto Uchida      |  | 45' |
| HV                  | 3  | Daiki Iwamasa      |  | 83' |
| HV                  | 6  | Lee Jung-Soo       |  |     |
| TV                  | 7  | Yasuhito Endō      |  | 59' |
| TV                  | 8  | Mitsuo Ogasawara   |  | 67' |
| TV                  | 10 | Juninho            |  |     |
| TV                  | 14 | Kengo Nakamura     |  | 81' |
| TV                  | 15 | Gilton Ribeiro     |  |     |
| TĐ                  | 17 | Tomokazu Myojin    |  |     |
| TĐ                  | 18 | Marquinhos         |  | 63' |
| Dự bị:              |    |                    |  |     |
| TM                  | 19 | Hitoshi Sogahata   |  | 75' |
| HV                  | 4  | Tomoaki Makino     |  | 83' |
| HV                  | 5  | Yūichi Komano      |  | 45' |
| TV                  | 9  | Takuya Nozawa      |  | 59' |
| TV                  | 13 | Yuki Abe           |  | 67' |
| TV                  | 16 | Hiroyuki Taniguchi |  | 81' |
| TĐ                  | 11 | Yoshito Ōkubo      |  | 63' |
| Huấn luyện viên:    |    |                    |  |     |
| Oswaldo de Oliveira |    |                    |  |     |

| Cầu thủ xuất sắc nhất trận: Lee Jung-Soo Trợ lý trọng tài: Kim Yong Son Jae-Sun Trọng tài thứ tư: |

## 2010: K-League vs FC Barcelona
| K-League All-Star                    | 2 – 5 | FC Barcelona                                                       |
| ------------------------------------ | ----- | ------------------------------------------------------------------ |
| Choi Sung-Kuk 1' · Lee Dong-Gook 35' |       | Ibrahimović 5' · Messi 42', 45+1' · Víctor Sánchez 81' · Oriol 83' |

| K-League · All-Star | Barcelona |

| K-LEAGUE ALL-STAR: |    |                  |          |        |
|                    |    |                  |          |        |
| TM                 | 1  | Jung Sung-Ryong  |          | 46(1)' |
| RB                 | 2  | Choi Hyo-Jin     |          | 46(2)' |
| CB                 | 6  | Kim Hyung-Il     |          |        |
| CB                 | 4  | Kim Sang-Sik     |          | 46(3)' |
| LB                 | 19 | Kim Chang-Soo    |          |        |
| CM                 | 8  | Kim Jae-Sung     |          | 46(4)' |
| CM                 | 5  | Kim Do-Heon      |          | 46(5)' |
| RW                 | 9  | Eninho           |          | 46(6)' |
| AM                 | 11 | Mauricio Molina  | Thẻ vàng | 46(7)' |
| LW                 | 17 | Choi Sung-Kuk    |          | 46(8)' |
| CF                 | 20 | Lee Dong-Gook    |          | 46(9)' |
| Dự bị:             |    |                  |          |        |
| TM                 | 21 | Kim Young-Kwang0 |          | 46(1)' |
| HV                 | 15 | Kim Chi-Gon      |          | 46(3)' |
| TV                 | 7  | Gu Ja-Cheol      |          | 46(4)' |
| TV                 | 14 | Park Hee-Do      |          | 46(8)' |
| TV                 | 16 | Ha Dae-Sung      |          | 46(5)' |
| TV                 | 22 | Woo Seung-Je     |          | 46(2)' |
| TĐ                 | 10 | Lucio            |          | 46(6)' |
| TĐ                 | 12 | Índio            |          | 46(9)' |
| TĐ                 | 18 | Lee Seung-Ryul   |          | 46(7)' |
| 0                  |    |                  |          |        |
| 0                  |    |                  |          |        |
| Huấn luyện viên:   |    |                  |          |        |
| Choi Kang-Hee      |    |                  |          |        |

| FC BARCELONA:    |    |                      |          |               |
|                  |    |                      |          |               |
| TM               | 13 | José Pinto           |          | 46(1)'        |
| HV               | 16 | Ilie Sánchez         |          | 29(1)'        |
| HV               | 3  | Sergi Gómez          |          | 46(2)'        |
| HV               | 18 | Gabriel Milito       |          | 46(3)'        |
| HV               | 19 | Maxwell              |          | 46(4)'        |
| TV               | 4  | Jonathan dos Santos0 |          | 46(5)'        |
| TV               | 6  | Sergi Roberto        |          | 46(6)'        |
| TV               | 21 | Adriano              |          | 29(2)'        |
| TĐ               | 17 | Eduard Oriol         |          |               |
| TĐ               | 9  | Zlatan Ibrahimović   |          | 46(7)'        |
| TĐ               | 27 | Benja                | Thẻ vàng |               |
| Dự bị:           |    |                      |          |               |
| TM               | 25 | Rubén Miño           |          | 46(1)'        |
| HV               | 2  | Daniel Alves         |          | 29(2)' 46(8)' |
| HV               | 5  | Marc Muniesa         |          | 46(2)'        |
| HV               | 12 | Albert Dalmau        |          | 46(9)'        |
| HV               | 22 | Éric Abidal          |          | 46(4)'        |
| TV               | 8  | Víctor Sánchez       |          | 46(6)'        |
| TV               | 14 | Martí Riverola       |          | 46(5)'        |
| TV               | 15 | Seydou Keita         |          | 46(8)'        |
| TĐ               | 10 | Lionel Messi         |          | 29(1)' 46(9)' |
| TĐ               | 11 | Nolito               |          | 46(7)'        |
| TĐ               | 28 | Cristian Tello       |          | 46(3)'        |
| Huấn luyện viên: |    |                      |          |               |
| Josep Guardiola  |    |                      |          |               |

| Cầu thủ xuất sắc nhất trận: Lee Dong-Gook Trợ lý trọng tài: Jung Hae-Sang Kim Yong-Soo Trọng tài thứ tư: Kim Jong-Hyuk |

## 2011: Sharing Love Clinic
Trận K-League All-Star Game 2011 không được tổ chức do scandal dàn xếp tỉ số năm 2011. 23 cầu thủ được chọn tham dự cùng với đội Gomduri ở Trung tâm bóng đá quốc gia Paju.
Danh sách thành viên All-Star 2011
| Huấn luyện viên                                | Park Kyung-Hoon (Jeju) | Park Kyung-Hoon (Jeju) | Park Kyung-Hoon (Jeju)                                                                                            |
| Thủ môn                                        | Hậu vệ | Tiền vệ | Tiền đạo |
| Jung Sung-Ryong (Suwon) Lee Woon-Jae (Chunnam) | Hong Chul (Seongnam) Park Yong-Ho (Seoul) Yoo Kyoung-Youl (Daegu) Kwak Tae-Hwi (Ulsan) Bae Hyo-Sung (Incheon) Kim Jae-Sung (Pohang) | Seol Ki-Hyeon (Ulsan) Kim Young-Hoo (Gangwon) Yoon Bit-Garam (Gyeongnam) Santos (Jeju) Kim Jung-Woo (Sangju) Han Jae-Woong (Daejeon) Eninho (Jeonbuk) Han Sang-Woon (Busan) | Shin Young-Rok (Jeju) Kim Eun-Jung (Jeju) Lee Dong-Gook (Jeonbuk) Dejan Damjanović (Seoul) Kim Dong-Sub (Gwangju) |

## 2012: K-League vs FIFA World Cup Hàn Quốc 2002
Trận đấu kỷ niệm 10 năm FIFA World Cup 2002.
| Team 2012                                                       | 6 – 3 | Team 2002                                                 |
| --------------------------------------------------------------- | ----- | --------------------------------------------------------- |
| Eninho 14', 58' · Lee Dong-Gook 17', 20', 68' · Ha Dae-Sung 66' |       | Choi Yong-Soo 25' · Park Ji-Sung 30' · Hwang Sun-Hong 70' |

| TEAM 2012 | TEAM 2002 |

| TEAM 2012:       |    |                 |  |  |
|                  |    |                 |  |  |
| TM               | 12 | Kim Young-Kwang |  |  |
| HV               | 3  | Adi             |  |  |
| HV               | 23 | Bosnar          |  |  |
| HV               | 4  | Yoo Kyoung-Youl |  |  |
| HV               | 2  | Choi Hyo-Jin    |  |  |
| TV               | 8  | Eninho          |  |  |
| TV               | 16 | Ha Dae-Sung     |  |  |
| TV               | 13 | Yoon Bit-Garam  |  |  |
| TV               | 9  | Lee Seung-Gi    |  |  |
| TV               | 22 | Kim Hyeung-Bum  |  |  |
| TĐ               | 20 | Lee Dong-Gook   |  |  |
| Dự bị:           |    |                 |  |  |
| TM               | 1  | Jung Sung-Ryong |  |  |
| TM               | 21 | Kim Yong-Dae    |  |  |
| HV               | 5  | Kwak Tae-Hwi    |  |  |
| HV               | 15 | Hong Jeong-Ho   |  |  |
| HV               | 17 | Shin Kwang-Hoon |  |  |
| HV               | 19 | Jung In-Hwan    |  |  |
| HV               | 27 | Kim Chang-Soo   |  |  |
| TV               | 6  | Lee Hyun-Seung  |  |  |
| TV               | 7  | Kang Seung-Jo   |  |  |
| TV               | 14 | Kim Jung-Woo    |  |  |
| TĐ               | 11 | Lee Keun-Ho     |  |  |
| TĐ               | 18 | Kim Eun-Jung    |  |  |
| Huấn luyện viên: |    |                 |  |  |
| Shin Tae-Yong    |    |                 |  |  |

| TEAM 2002:       |    |                |  |  |
|                  |    |                |  |  |
| TM               | 1  | Lee Woon-Jae   |  |  |
| HV               | 7  | Kim Tae-Young  |  |  |
| HV               | 4  | Choi Jin-Cheul |  |  |
| HV               | 20 | Hong Myung-Bo  |  |  |
| TV               | 13 | Lee Eul-Yong   |  |  |
| TV               | 5  | Kim Nam-Il     |  |  |
| TV               | 6  | Yoo Sang-Chul  |  |  |
| TV               | 22 | Song Chong-Gug |  |  |
| TĐ               | 21 | Park Ji-Sung   |  |  |
| TĐ               | 18 | Hwang Sun-Hong |  |  |
| TĐ               | 9  | Seol Ki-Hyeon  |  |  |
| Dự bị:           |    |                |  |  |
| TM               | 12 | Kim Byung-Ji   |  |  |
| TM               | 23 | Choi Eun-Sung  |  |  |
| HV               | 15 | Lee Min-Sung   |  |  |
| TV               | 2  | Hyun Young-Min |  |  |
| TV               | 3  | Choi Sung-Yong |  |  |
| TV               | 8  | Choi Tae-Uk    |  |  |
| TĐ               | 11 | Choi Yong-Soo  |  |  |
| TĐ               | 19 | Ahn Jung-Hwan  |  |  |
| 0                |    |                |  |  |
| 0                |    |                |  |  |
| 0                |    |                |  |  |
| 0                |    |                |  |  |
| Huấn luyện viên: |    |                |  |  |
| Guus Hiddink     |    |                |  |  |

| Cầu thủ xuất sắc nhất trận: Lee Dong-Gook Trợ lý trọng tài: Kim Kye-Soo Kim Hyun-Goo Trọng tài thứ tư: Song Min-Seok | Luật - 70 phút (35 phút mỗi hiệp) - Không có hiệp phụ và sút luân lưu - Không giới hạn thay người (Team 2002) - Với Team 2002, có thể thay người lại |

## 2013: Classic vs Challenge
| Team Classic | 3 – 3 | Team Challenge |
| ------------ | ----- | -------------- |
|              |       |                |

| Team Classic | Team Challenge |

## 2014: All-star vs TeamPark Ji-sung
| Team K League                                                                                                 | 6 – 6 | Team Park Ji-sung                                                                                       |
| --- | ----- | --- |
| Kim Seung-gyu 26' (ph.đ.) · Yoon Bit-garam 30' · Lim Sang-hyub 46' · Lee Dong-gook 48', 67' · Lee Jong-ho 74' |       | Kang Su-il 7' · Jong Tae-se 18' · Jung Jo-gook 21' · Park Ji-sung 58' · Kim Hyun 66' · Lee Chun-soo 80' |

| Team K League | Team Park Ji-sung |

| TEAM K LEAGUE:   |    |                |  |  |
|                  |    |                |  |  |
| TM               | 18 | Kim Seung-gyu  |  |  |
| HV               | 2  | Lee Yong       |  |  |
| HV               | 22 | Alex Wilkinson |  |  |
| HV               | 6  | Kim Jin-kyu    |  |  |
| HV               | 17 | Hong Cheol     |  |  |
| TV               | 10 | Lee Seung-Gi   |  |  |
| TV               | 14 | Yoon Bit-Garam |  |  |
| TV               | 8  | Kim Do-heon    |  |  |
| TV               | 26 | Yeom Ki-hun    |  |  |
| TV               | 11 | Lee Keun-ho    |  |  |
| TĐ               | 9  | Kim Shin-wook  |  |  |
| Dự bị:           |    |                |  |  |
| TM               | 1  | Lee Bum-young  |  |  |
| HV               | 5  | Cha Du-ri      |  |  |
| HV               | 16 | Lee Yun-pyo    |  |  |
| TV               | 7  | Lim Sang-hyub  |  |  |
| TV               | 19 | Kim Tae-hwan   |  |  |
| TV               | 24 | Lee Jae-an     |  |  |
| TĐ               | 12 | Kim Seung-dae  |  |  |
| TĐ               | 18 | Lee Jong-ho    |  |  |
| TĐ               | 20 | Lee Dong-gook  |  |  |
| Huấn luyện viên: |    |                |  |  |
| Hwang Sun-hong   |    |                |  |  |
| Coach:           |    |                |  |  |
| Seo Jung-won     |    |                |  |  |
| 0                |    |                |  |  |

| TEAM PARK JI-SUNG: |    |                    |     |  |
|                    |    |                    |     |  |
| TM                 | 1  | Kim Byung-ji       |     |  |
| HV                 | 16 | Oh Beom-seok       |     |  |
| HV                 | 5  | Tsuneyasu Miyamoto |     |  |
| HV                 | 32 | Kim Hyung-il       |     |  |
| HV                 | 12 | Lee Young-pyo      |     |  |
| TV                 | 19 | Moon Chang-jin     |     |  |
| TV                 | 8  | Kim Jae-sung       |     |  |
| TV                 | 7  | Park Ji-sung       | 27' |  |
| TV                 | 11 | Kang Su-il         |     |  |
| TĐ                 | 9  | Jung Jo-gook       |     |  |
| TĐ                 | 14 | Jong Tae-se        |     |  |
| Dự bị:             |    |                    |     |  |
| TM                 | 23 | Choi Eun-Sung      |     |  |
| HV                 | 3  | Kim Yong-hwan      |     |  |
| HV                 | 6  | Park Dong-hyuk     |     |  |
| HV                 | 13 | Hyun Young-min     | 46' |  |
| HV                 | 22 | Kim Chi-gon        |     |  |
| TV                 | 10 | Lee Chun-soo       |     |  |
| TV                 | 20 | Baek Ji-hoon       |     |  |
| TĐ                 | 18 | Kim Eun-jung       |     |  |
| TĐ                 | 27 | Kim Hyun           |     |  |
| Huấn luyện viên:   |    |                    |     |  |
| Guus Hiddink       |    |                    |     |  |
| Coach:             |    |                    |     |  |
| Park Hang-seo      |    |                    |     |  |
| Jung Hae-seong     |    |                    |     |  |

| Cầu thủ xuất sắc nhất trận: Park Ji-sung Trợ lý trọng tài: Cho Min-kook / Kim Bong-gil Lee Sang-yoon Trọng tài thứ tư: Park Kyung-hoon | Luật - 80 phút (40 phút mỗi hiệp) - Không có hiệp phụ và sút luân lưu - Không giới hạn thay người và có thể thay người lại |

## 2017: All-star match in Vietnam
| Team K League | 0–1 | U-22 Việt Nam       |
| ------------- | --- | ------------------- |
|               |     | Nguyễn Văn Toàn 70' |